# فلاديمير ليبيديف (متزحلق حر)
فلاديمير ليبيديف (بالروسية: Лебедев, Владимир Николаевич)‏ هو متزحلق حر روسي، ولد في 23 أبريل 1984 في طشقند في أوزبكستان.

## وصلات خارجية
- فلاديمير ليبيديف على موقع الاتحاد الدولي للتزلج (التزلج الحر) (الإنجليزية)
- فلاديمير ليبيديف على موقع أوليمبيديا (الإنجليزية)